# USS Barry (DDG 52)
Az USS Barry (DDG 52) egy irányított rakétákkal felszerelt romboló, az Amerikai Haditengerészet által üzemeltetett Arleigh Burke osztály második egysége. Az osztályt Arleigh Burke tengernagyról nevezték el, aki a második világháború egyik leghíresebb amerikai rombolóparancsnoka volt, míg a Barry névadója John Barry (1745–1803) amerikai tengerésztiszt, akit a Haditengerészet Atyjának is neveznek. 

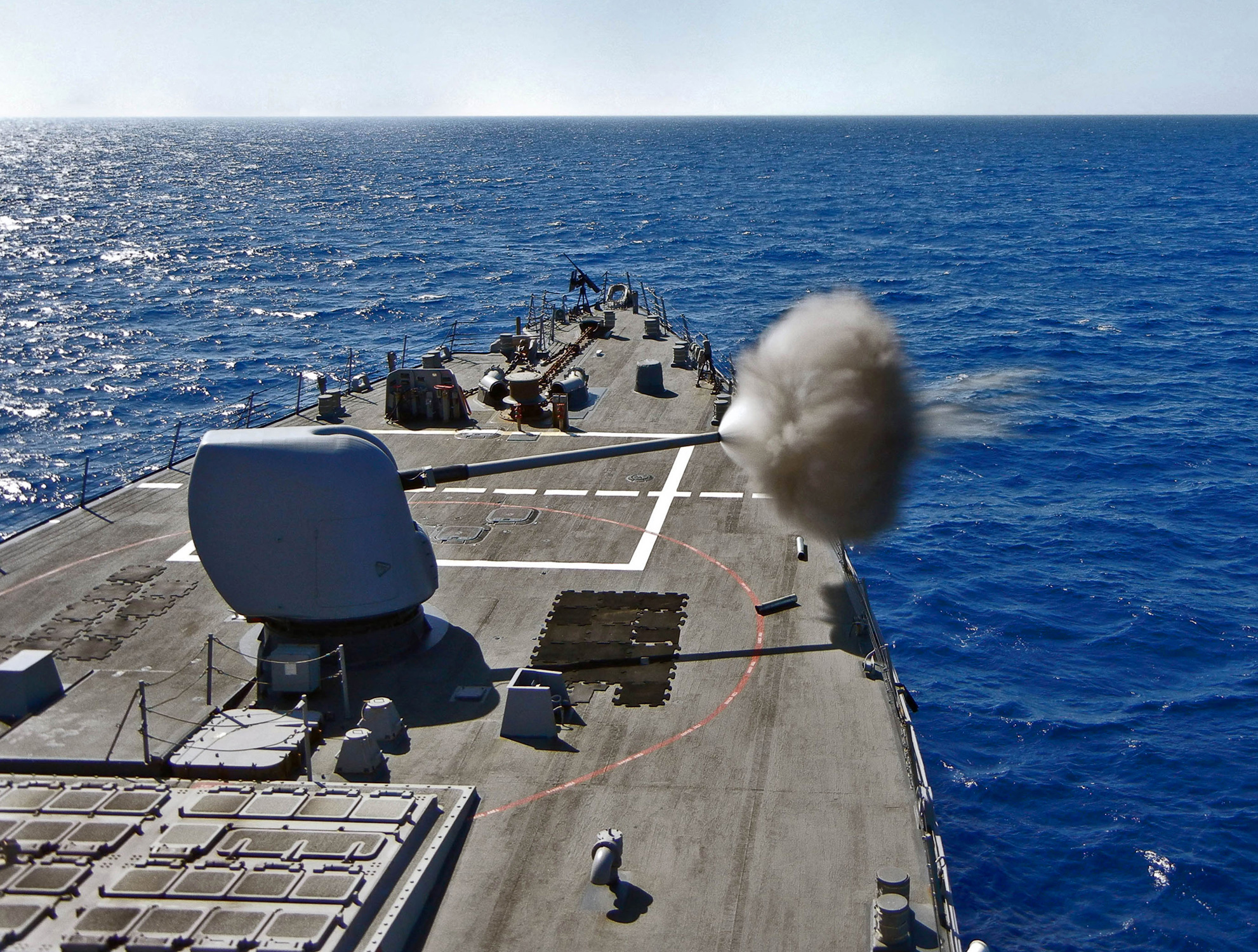
Az osztály második hajója, az USS Barry (DDG-52) 5 hüvelykes hajóágyúja tüzelés közben.

A hajó építését 1990. február 26-án kezdték a Virginia állambeli Norfolkban, az Ingalls Shipbuilding hajóépítő vállalatnál. 1991. május 10-én bocsátották vízre és 1991. június 8-án kapta meg jelenlegi nevét. 1992. december 12-én állt hivatalosan szolgálatba az Atlanti Flotta állományában, első parancsnoka Gary Roughead volt.
Szolgálati ideje alatt a Barry és legénysége számos díjat és kitüntetést kapott, többek között a Battenberg Kupát (a legjobb harckészültséggel rendelkező hajó kaphatja az egész haditengerészetben) háromszor kapta meg - 1994, 1996 és 1998 -, ezzel a Barry az egyetlen Arleigh Burke osztályú romboló, amelyik ezt a kitüntetést megkapta. A 90-es évektől kezdve elismerésként Battenberg Barry néven is emlegették. Emellett 4 alkalommal kapta meg a Harckészültségi Díjat (Battle Effectiveness Award), valamint 2004-ben kitüntették az Arleigh Burke Flotta Trófeával (Arleigh Burke Fleet Trophy), mint az Atlanti Flotta egyik legjobb egységét.

## Építése

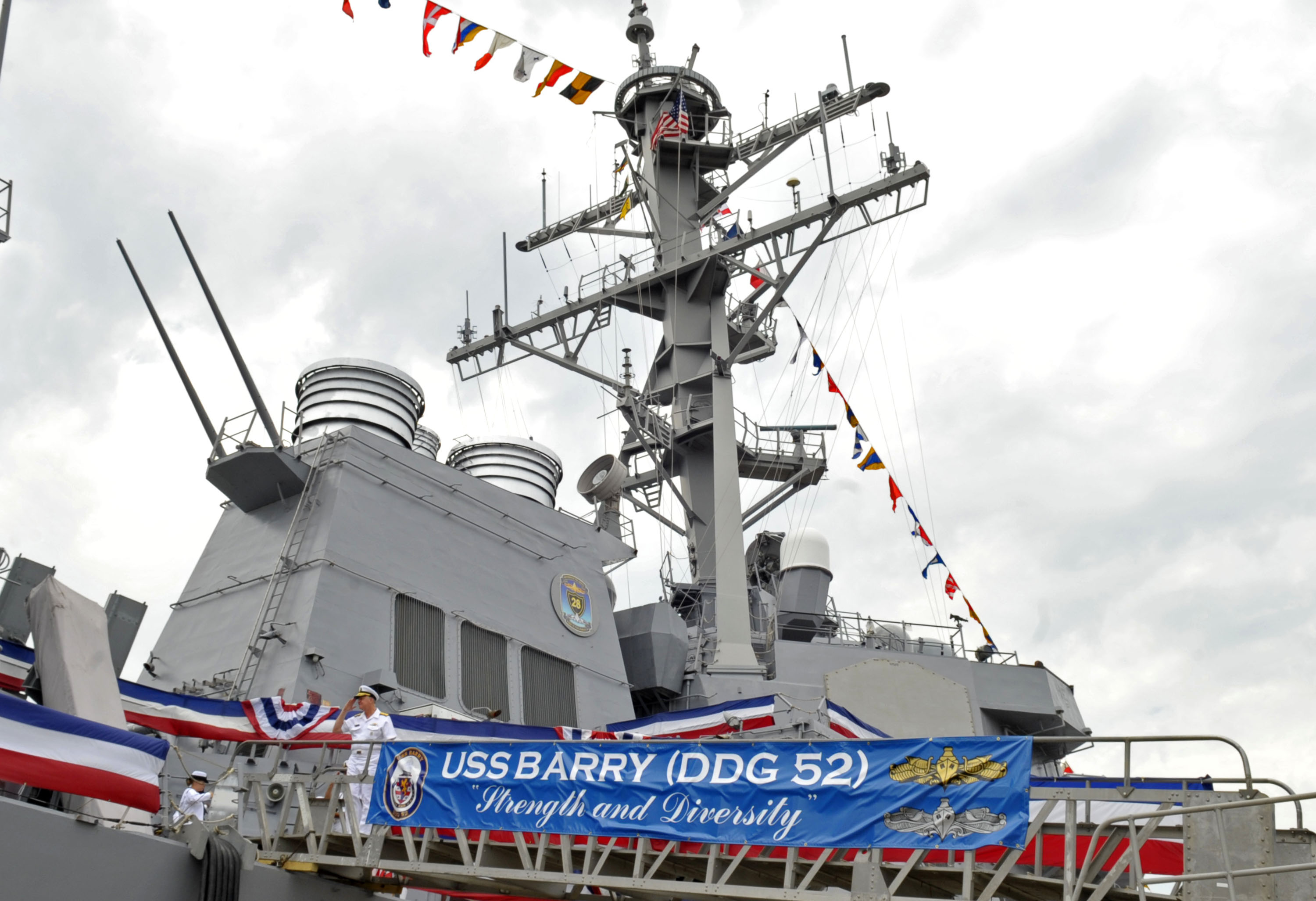
Gary Roughead tengernagy elhagyja a Barry fedélzetét, 2009. július 24. Roughead volt a Barry első parancsnoka.

Az Arleigh Burke osztály második hajóját 1987-ben rendelte meg az amerikai haditengerészet. Az építkezés 1990. február 26-án kezdődött az Ingalls Shipbuilding hajóépítő vállalat pascagoulai (Mississippi állam) telephelyén.
A Barry tervezése és építése során számos olyan újdonságot vezettek be, amelyeket az Arleigh Burlke próbaútjai után javasoltak a tervezők és a haditengerészet mérnökei, ezek között a leglényegesebb a helikopterek üzemanyaggal való feltöltését lehetővé tévő rendszer.
A Barry-t 1991. május 10-én bocsátották vízre és 1991. június 8-án a hajót szponzoráló Thad Cochran szenátor felesége, Rose cochran jelenlétében tartották meg a névadó ünnepséget, nem sokkal azelőtt, hogy június 4-én hivatalosan szolgálatba állt az osztály első egysége, az USS Arleigh Burke (DDG 51). A Barry hivatalosan 1992. december 12-én állt szolgálatba, az ünnepségre a Naval Station Pascagoula haditengerészeti bázison került sor. Első parancsnoka Gary Roughead parancsnok volt.

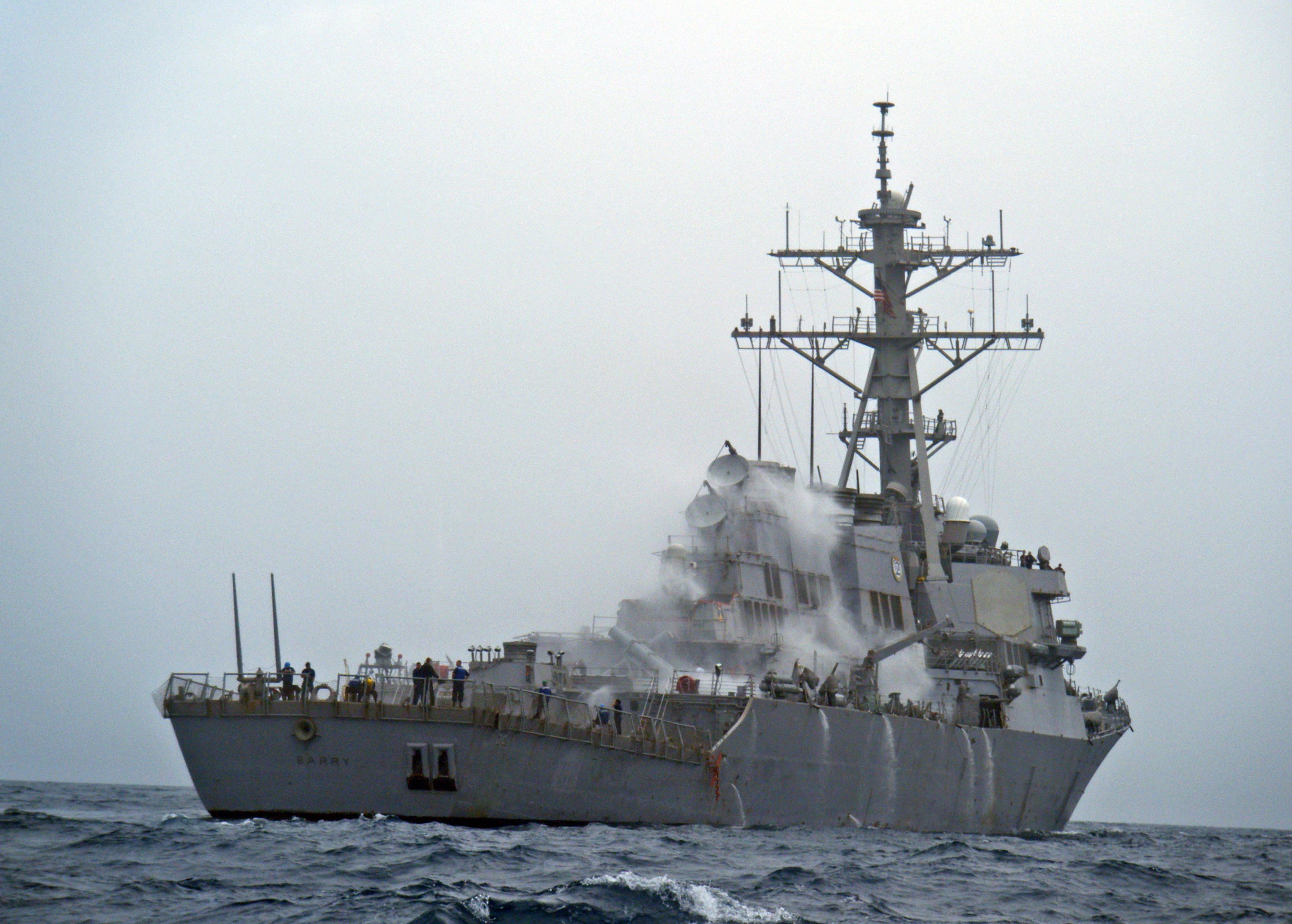
Vegyivédelmi gyakorlat a Barry fedélzetén, 2011. A képen jól látható a hajótestre lerakódott vegyi, biológiai vagy nukleáris szennyezőanyagok lemosására szolgáló berendezés által kilőtt vízsugarak.

A szolgálatba állítás után a Barry a leszállítás utáni teszt és próbaidőszak (Post Delivery Test and Trials) alatt a hajó minden nagyobb egységét, fegyverrendszerét alapos próbáknak vetették alá, többek között tesztelték a hajtóművek teljesítményét és működését, illetve éleslövészeten vettek részt, aminek keretében 13 éles rakétaindítást hajtottak végre.
1993 áprilisában a Barry az ún. végső szerződéses próbautat (Final Contract Trials), mielőtt májusban visszatért az Ingalls hajóépítő vállalat szárazdokkjába az első, szolgálatba állítás után szokásos nagyjavítás végrehajtására (Post Shakedown Availability ). A nagyjavítás alatt a Barry négy hetet töltött a szárazdokkban és többek között új típusú propellereket kapott, amelyek lehetővé tették a kavitáció csökkentését nagy sebességnél, illetve csökkentették az üzemanyagfelhasználást. Emellett elektro-optikai távmérő berendezést, a radarkeresztmetszetet csökkentő bevonatot, szennyvízgyűjtő berendezést és strukturális megerősítést kapott.
1993. október 21-én a Barry első parancsnokát, Gary Roughead parancsnokot James G. Stavridis sorhajókapitány váltotta fel.
1993 novemberében került sor a Barry első éles bevetésére, miután parancsot kapott, hogy hajózzon Haiti partjaihoz és vegyen részt a Support Democracy hadműveletben. Ezen belül a Barry feladata volt az ENSZ által elrendelt fegyver- és olajembargó betartatása.

## Haditengerészeti szolgálata

### 1994

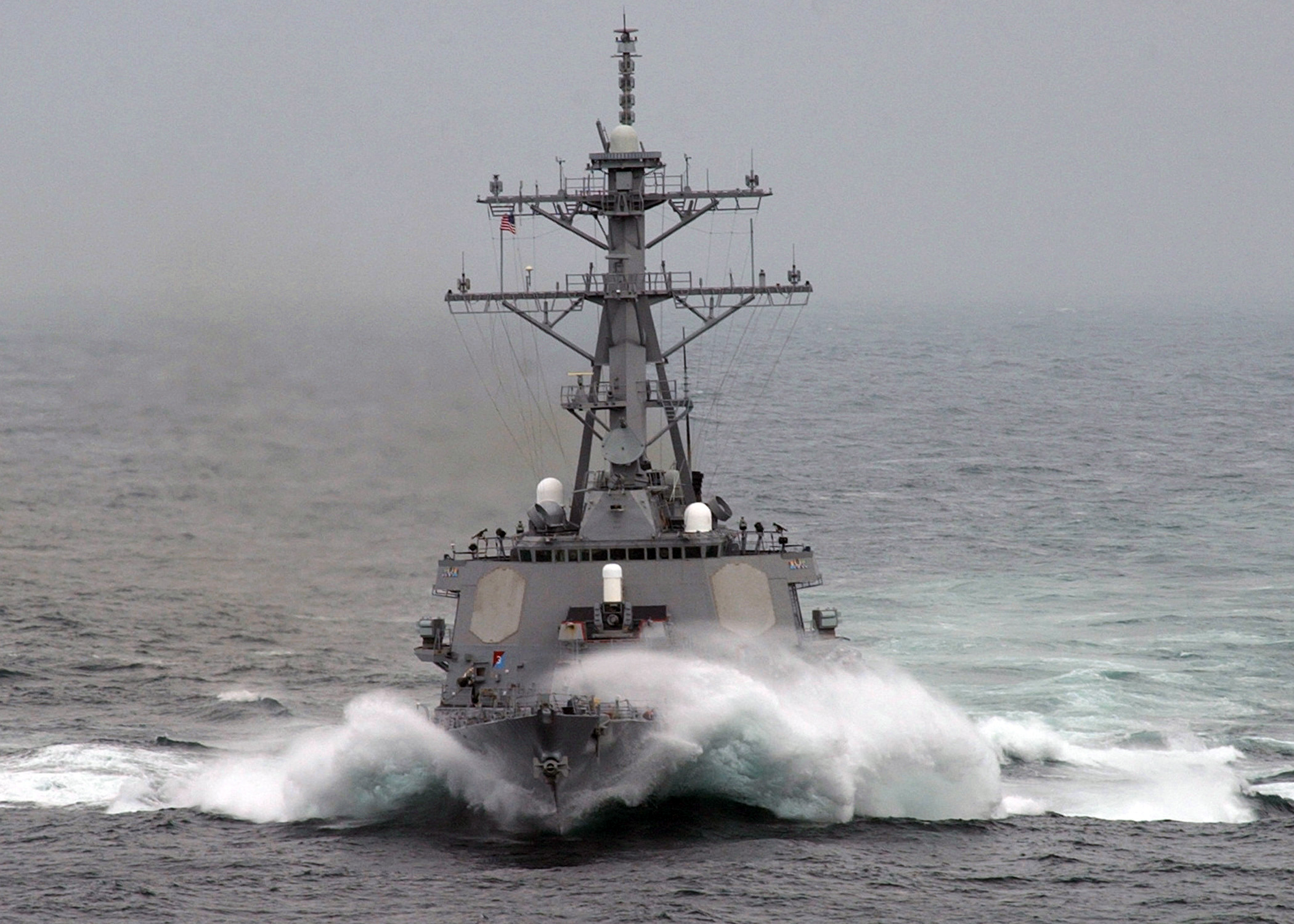
A Barry viharos időben a Földközi-tengeren hajózik.

1994 januárjában a Barry végrehajtott egy komplex fegyverrendszer - cirkálórakéta harcászati minősítési gyakorlatot, amelynek során az Atlanti Flotta hajói közül az egyik legmagasabb eredményt érte el.
Márciusban a hajó részt vett a MAYFLYEX 94 hadgyakorlatban, ahol az AEGIS felderítő- és fegyverirányító rendszer sikeresen derített fel és semmisített meg AM.39 Exocet típusú hajó elleni rakétákat (amelyek jelentős károkat okoztak a Brit Királyi Haditengerészetnek a Falkland-szigeteki háború alatt.
Áprilisban a Barry részt vett a FLEETEX 2-94 hadgyakorlaton, felkészülésként az első tengerentúli útjára, a George Washington hajó-harccsoport többi egységével együtt. A gyakorlat egyik fénypontja volt, amikor a Barry sikeresen a fedélzetére vett egy Navy SEAL kommandót a parttól pár km-re, miközben a parti egységek nem tudták felderíteni. Ez a gyakorlat is igazolta az Arleigh Burke osztályú rombolók lopakodó képességeit.
1994. május 20-án hajózott ki a Virginia állambeli Norfolkból az első tengerentúli küldetésére. Először a USS George Washington (CVN–73) kíséretében Franciaországba hajózott, ahol részt vett a normandiai partraszállás 50. évfordulójára rendezett megemlékezésen. Ezt követően a Földközi- és az Adriai-tengerre vezényelték, ahol részt vett a Bosznia-Hercegovina felett elrendelt repüléstilalmi övezet biztosításában.
1994. október 7-én a Barry is parancsot kapott, hogy hajózzon a Perzsa-öbölbe, válaszul arra, hogy Irak csapatösszpontosítást hajtott végre a kuwaiti határ mentén. az Operation Vigilant Warrior hadművelet keretében a Barry egyrészt az USS George Washington kísérőhajója volt, másrészt kíséretet biztosított egy kétéltű harccsoportnak, amely Kuvaitváros kikötőjében horgonyzott. Emellett a Barry látta el a Perzsa-öbnöl térségében a légvédelmi helyettes koordinátori egység (Persian Gulf Anti-Air Warfare Coordinator) szerepét, emellett a térség első számú Tomahawk csapásmérő egysége volt. A hadművelet során nyújtott teljesítményért a hajó számos kitüntetést kapott (Meritorious Unit Commendation, Southwest Asia Service Medal, Armed Forces Service Medal, NATO Medal) és 1994. november 17-én térhetett haza Norfolkba.

### 1995–1997

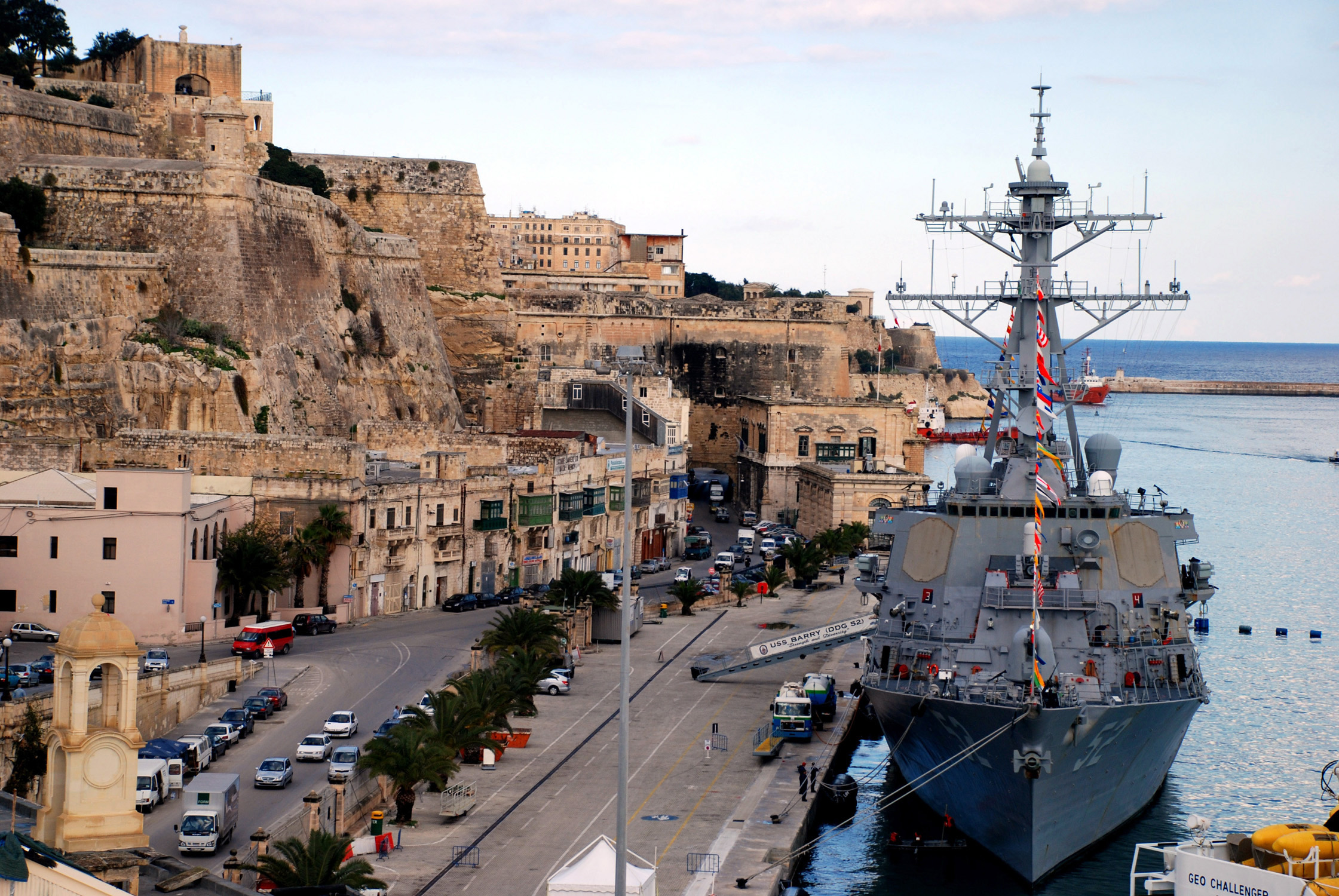
A Barry látogatást tesz Máltán, 2009.

1995 januárjától a Barry-n nagyjavítást és korszerűsítést hajtottak végre a Virginia állambeli Portsmouth kikötőben. A nagyjavítást alatt többek között felkészítették a hajót, hogy nők is szolgálhassanak a fedélzeten.
1997-ben a hajót az Arab-öbölbe vezényelték.

### 2004-től

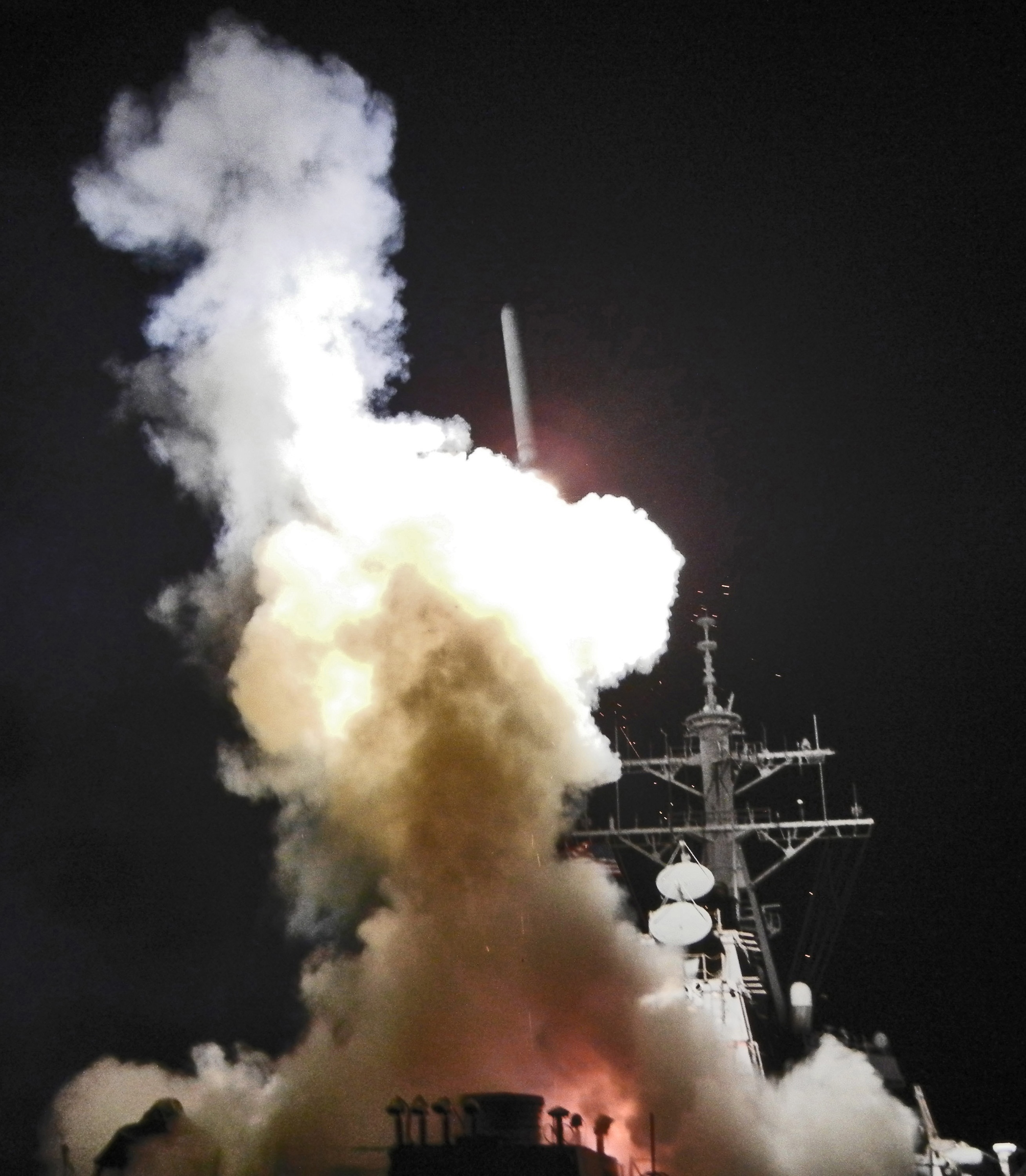
A Barry egy tomahawk cirkálórakétát lő ki az Odyssey Dawn hadművelet során, 2011. március 19.

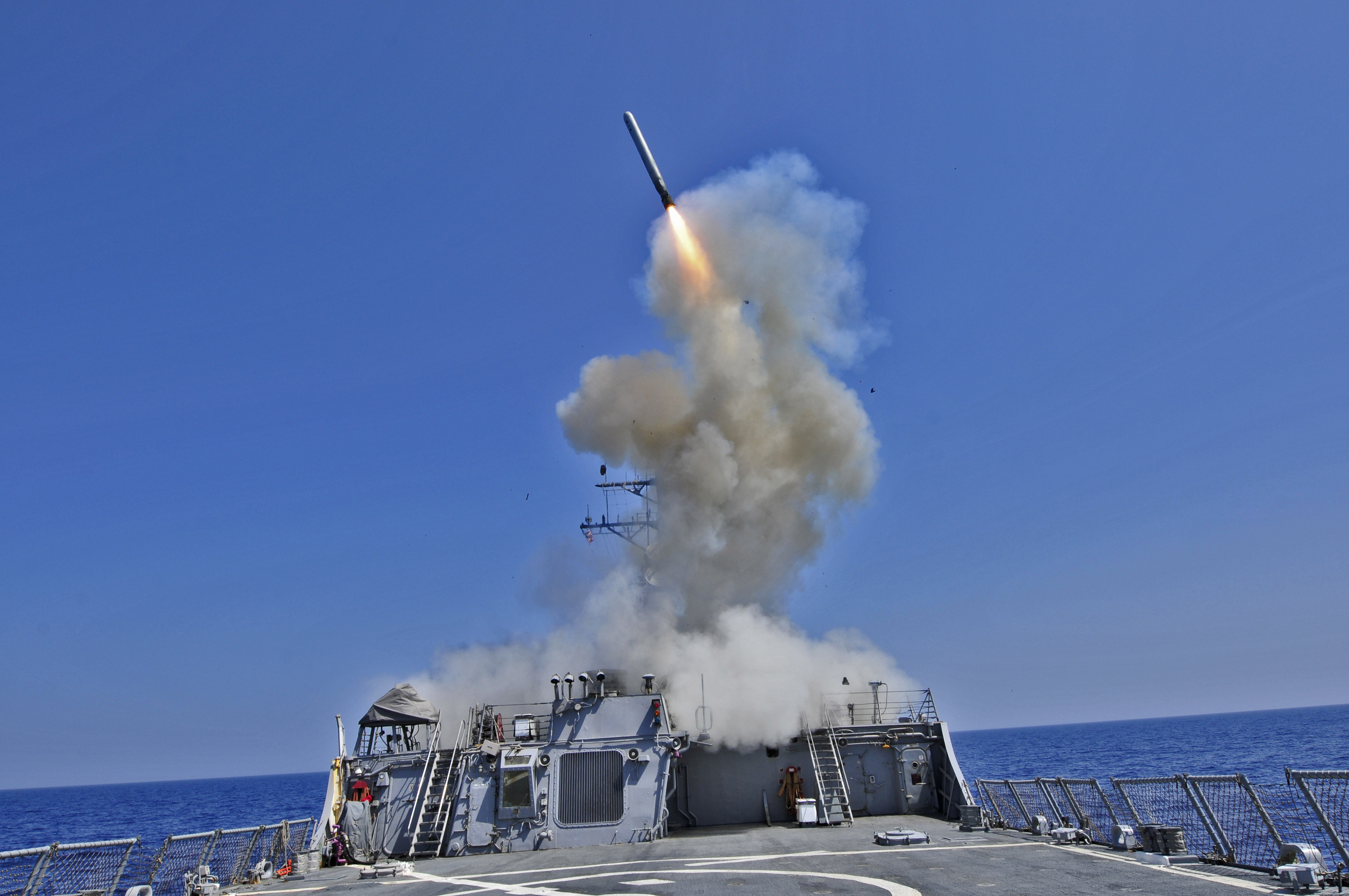
Egy Tomahawk cirkálórakéta kilövése a Barry tatfedélzeti függőleges rakétaindó rendszeréből (Vertical Launch System), 2011. március 29.

2004 októberében a Barry ismét a Perzsa-öbölbe hajózott, ahol támogatta az Enduring Freedom és Iraqi Freedom hadműveleteket, az USS Harry S. Truman (CVN–75) repülőgép-hordozó által vezetett hajó-harccsoport részeként. A hadműveletek részeként a Barry-t Afrika keleti partvidéként, Szomália partjai mentén is bevetették. 2005 márciusában tért vissza a honi kikötőbe.
2006 májusában a Barry egyedül hajózott Afrika nyugati partjára, ahol látogatást tett Nigériában, majd a Földközi-tengerre hajózott, ahol részt vett a Joint Task Force Lebanon tevékenységében. Itt az USS Gonzalez (DDG 66) társaságában kíséretet biztosított az Orient Queen nevű utasszállító hajónak, amelyet az Egyesült Államok kormánya bérelt fel az amerikai állampolgárok evakuálására. 2006 novemberében ért véget ez a bevetése.
2008 április - május hónapokban a Barry, nyolc másik NATO tagállam hadihajóival együtt részt vett az Atlanti-óceánon megrendezett Exercise Joint Warrior 08-01 hadgyakorlaton, majd ezt követően a Földközi-tengerre hajózott, ahol csatlakozott a 2. Állandó NATO Haditengerészeti harccsoporthoz (Standing NATO Maritime Group Two, SNMG2) 2008 augusztusában.
2011. március 1-jén a líbiai polgárháború kitörése miatt a Barry-t ismét a Földközi-tengerre vezényelték. március 19-én a Barry 55 Tomahawk cirkálórakétát lőtt ki líbiai légvédelmi és vezetési célpontok ellen, az ENSZ Biztonsági Tanácsának 1973. számú rendelete alapján.
Az Odyssey Dawn névre keresztelt hadművelet során a Barry március 28-án támadást indított három líbiai partvédelmi hadihajó ellen, amelyek tüzet nyitottak a térségben tartózkodó (feltehetően menekülteket is szállító) kereskedelmi hajókra.

## További képek

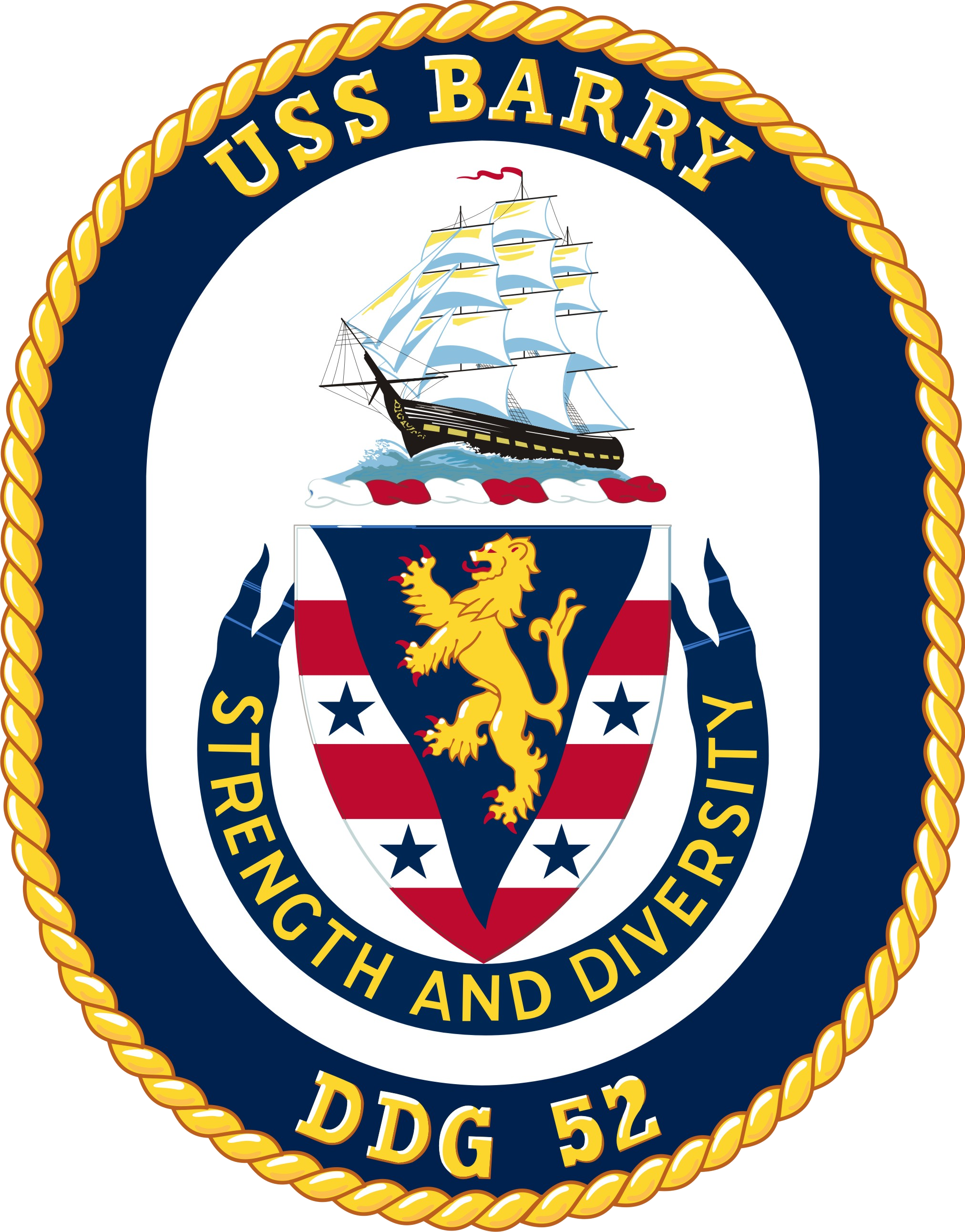
A Barry címere. Jelmondata: "Strength and diversity".
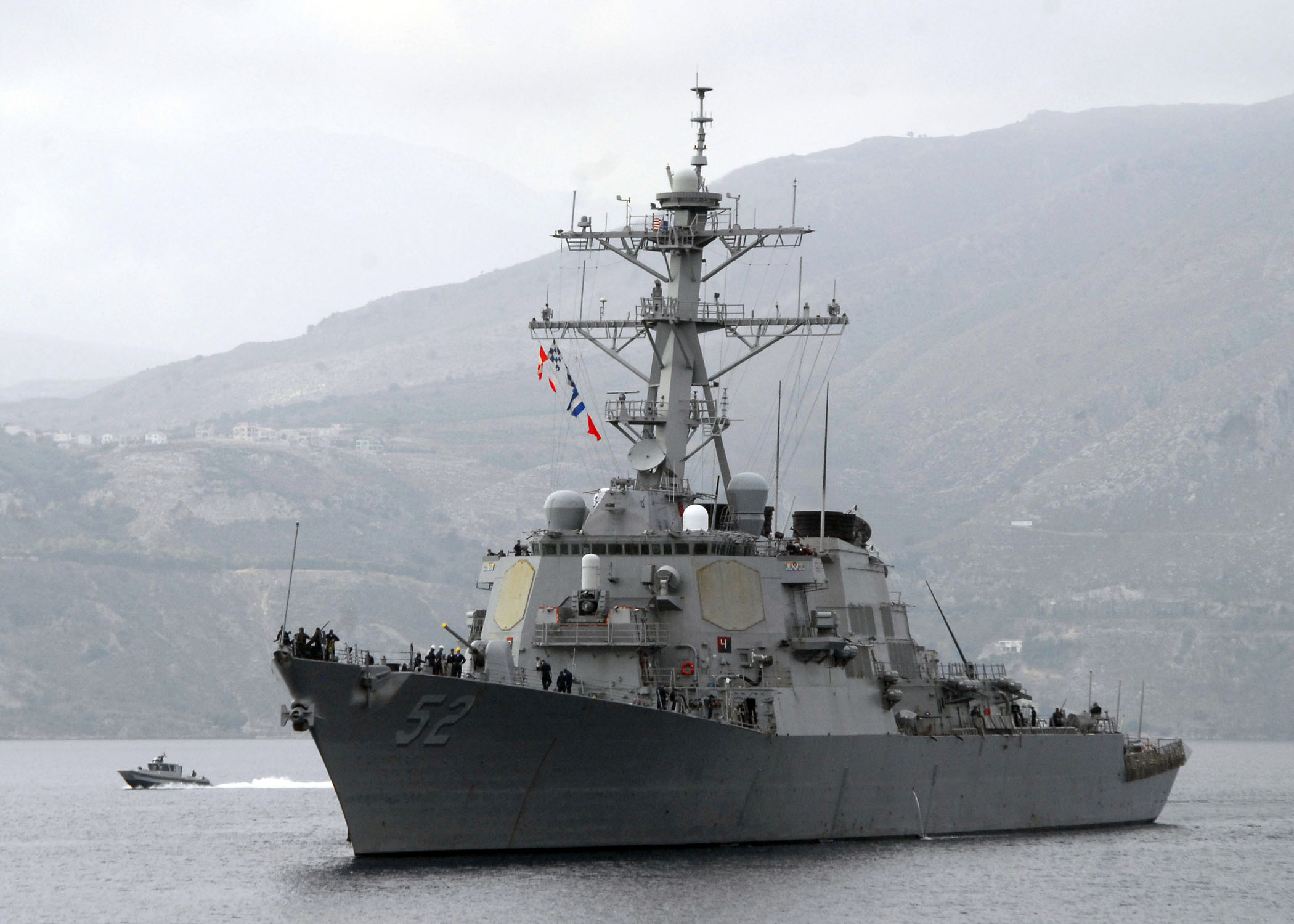
Az USS Barry látogatást tesz a görögországi Souda Bay kikötőben, 2008.
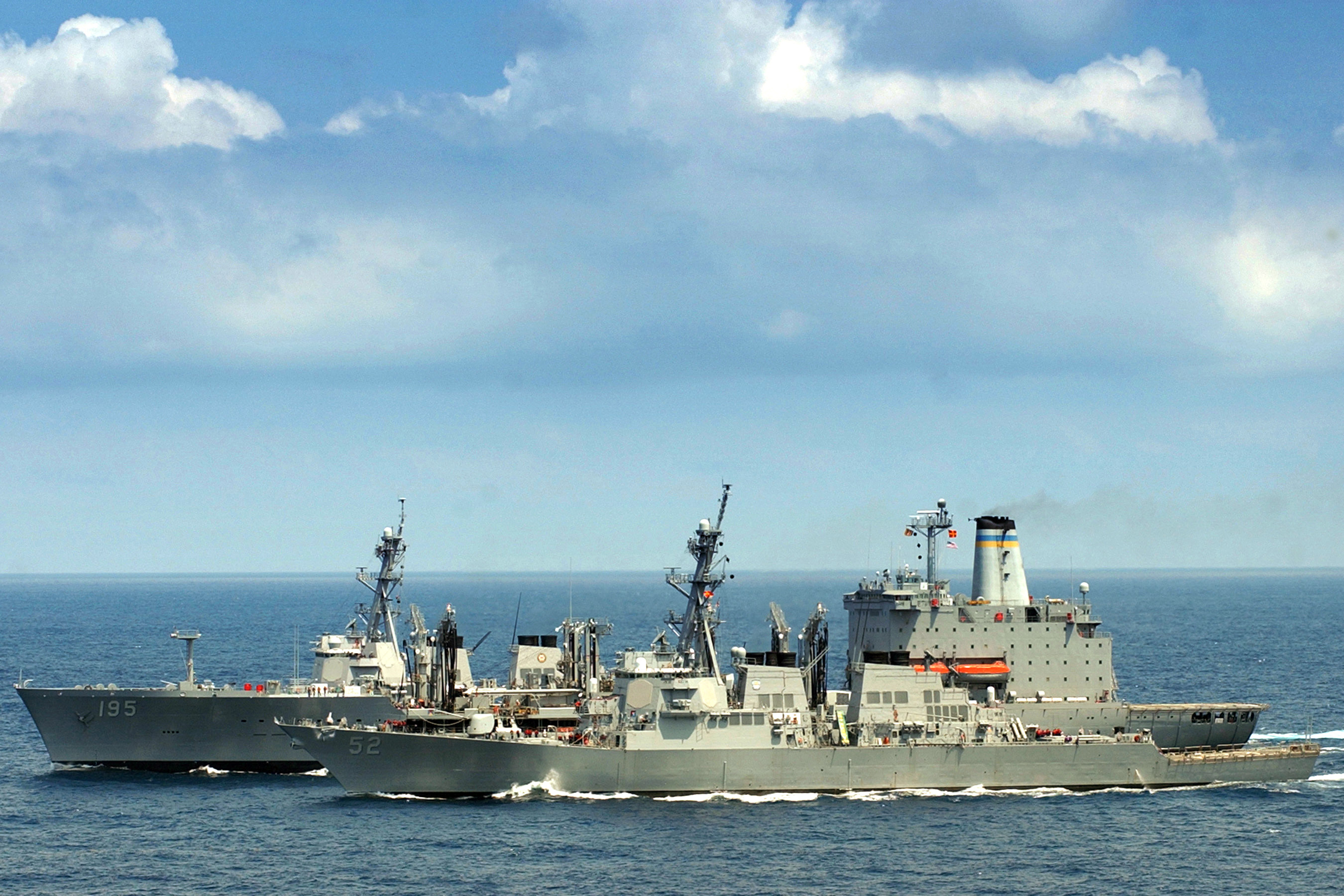
A Barry az USNS Leroy Grumman (T–AO 195) tartályhajó mellett hajózik.
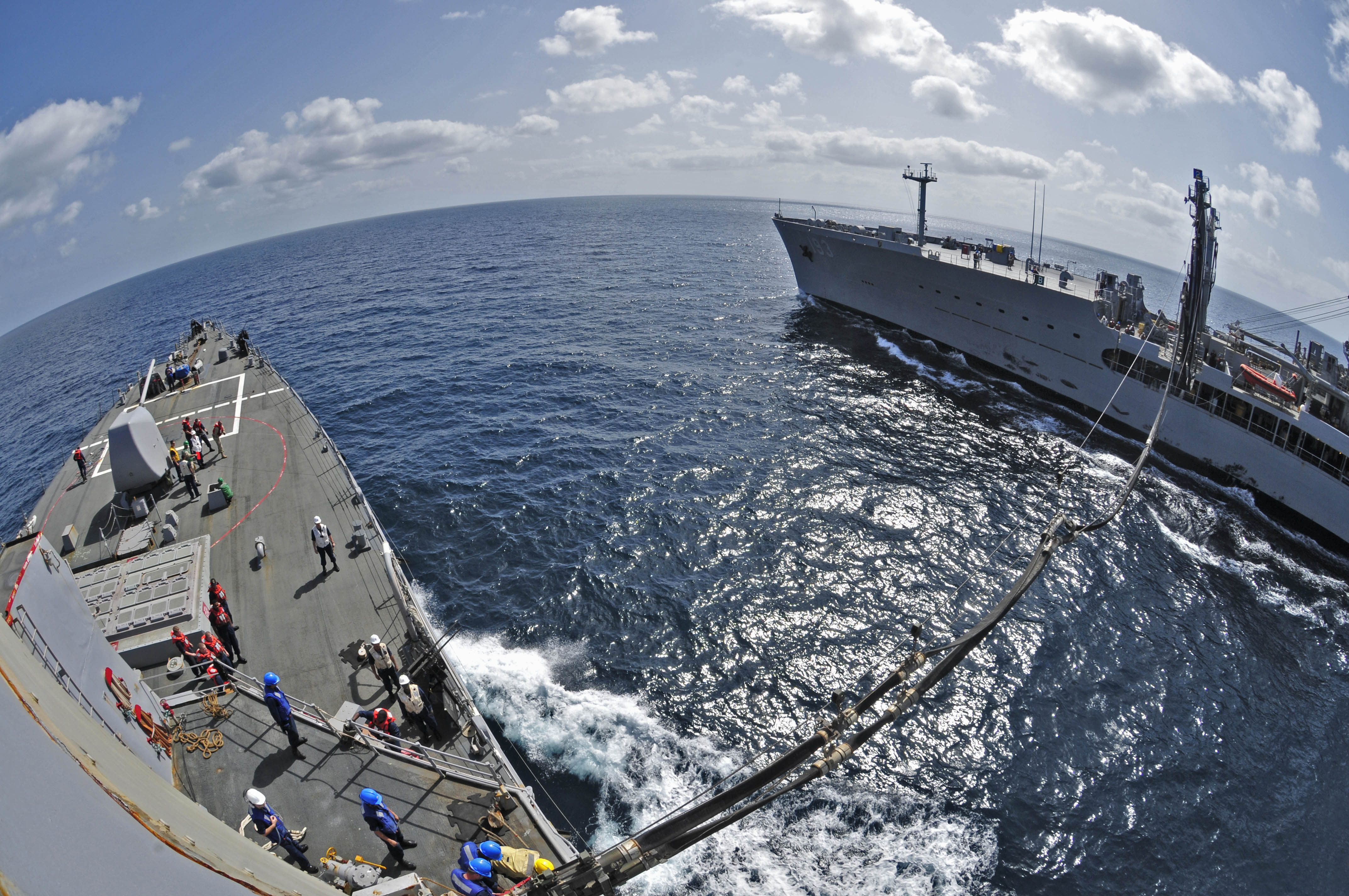
Üzemanyag-vételezés a nyílt tengeren. A képen látható másik hajó az USNS Walter S. Diehl (T–AO 193).
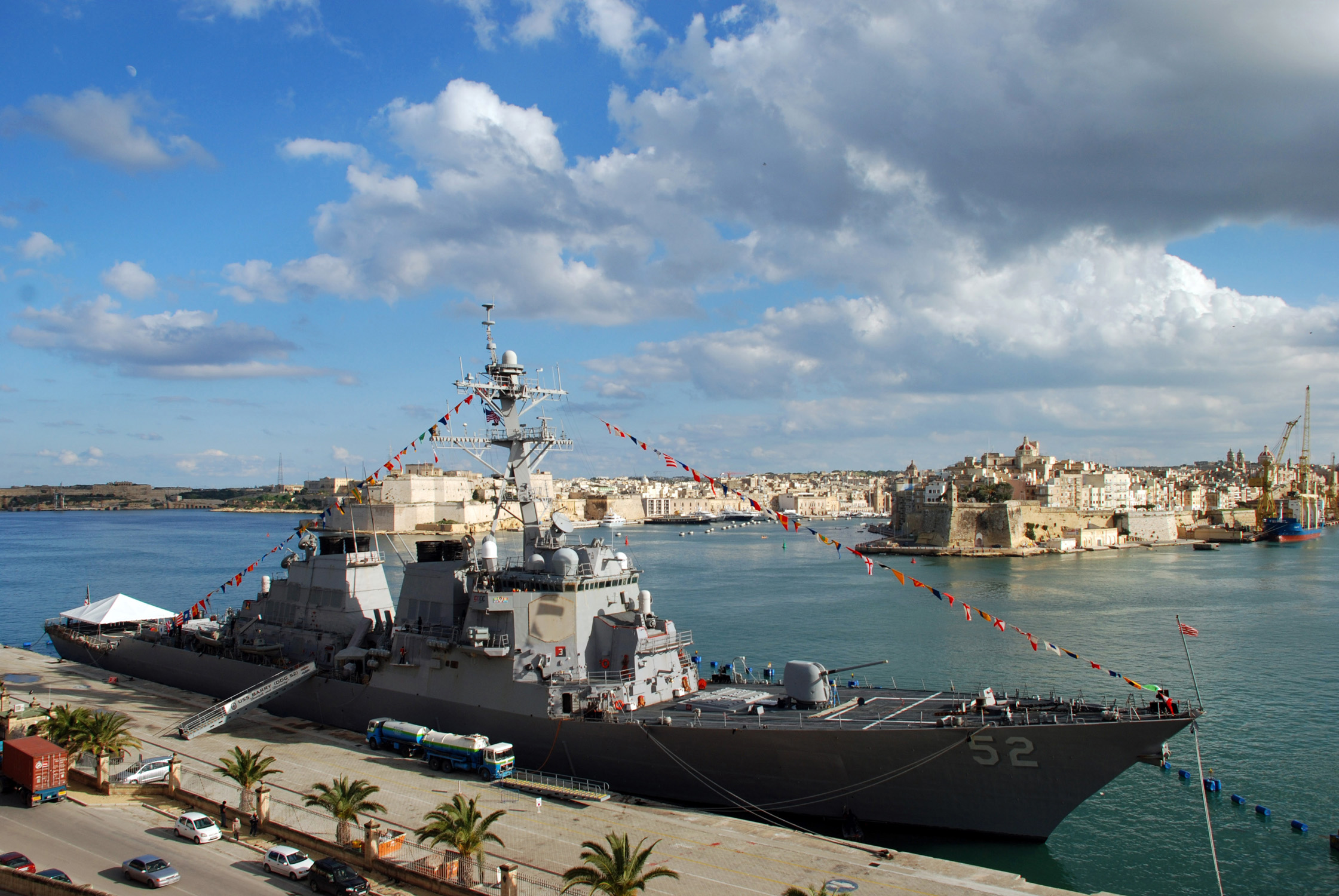
A Barry Valetta kikötőjében az amerikai haditengerészet egyik baráti látogatása során.
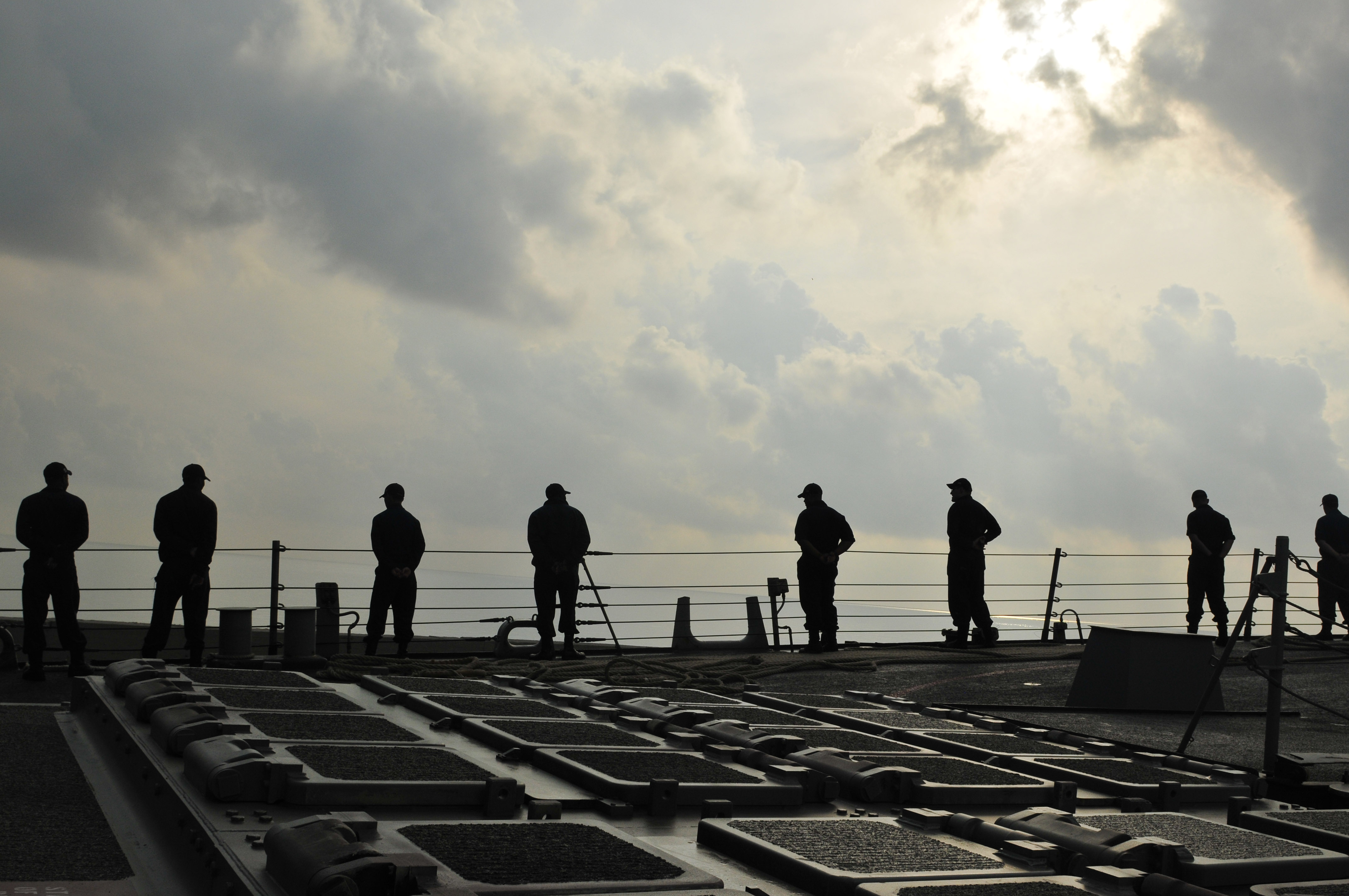
Matrózok a Barry fedélzetén. A kép előterében jól láthatók a függőleges rakétaindító rendszer cellái.
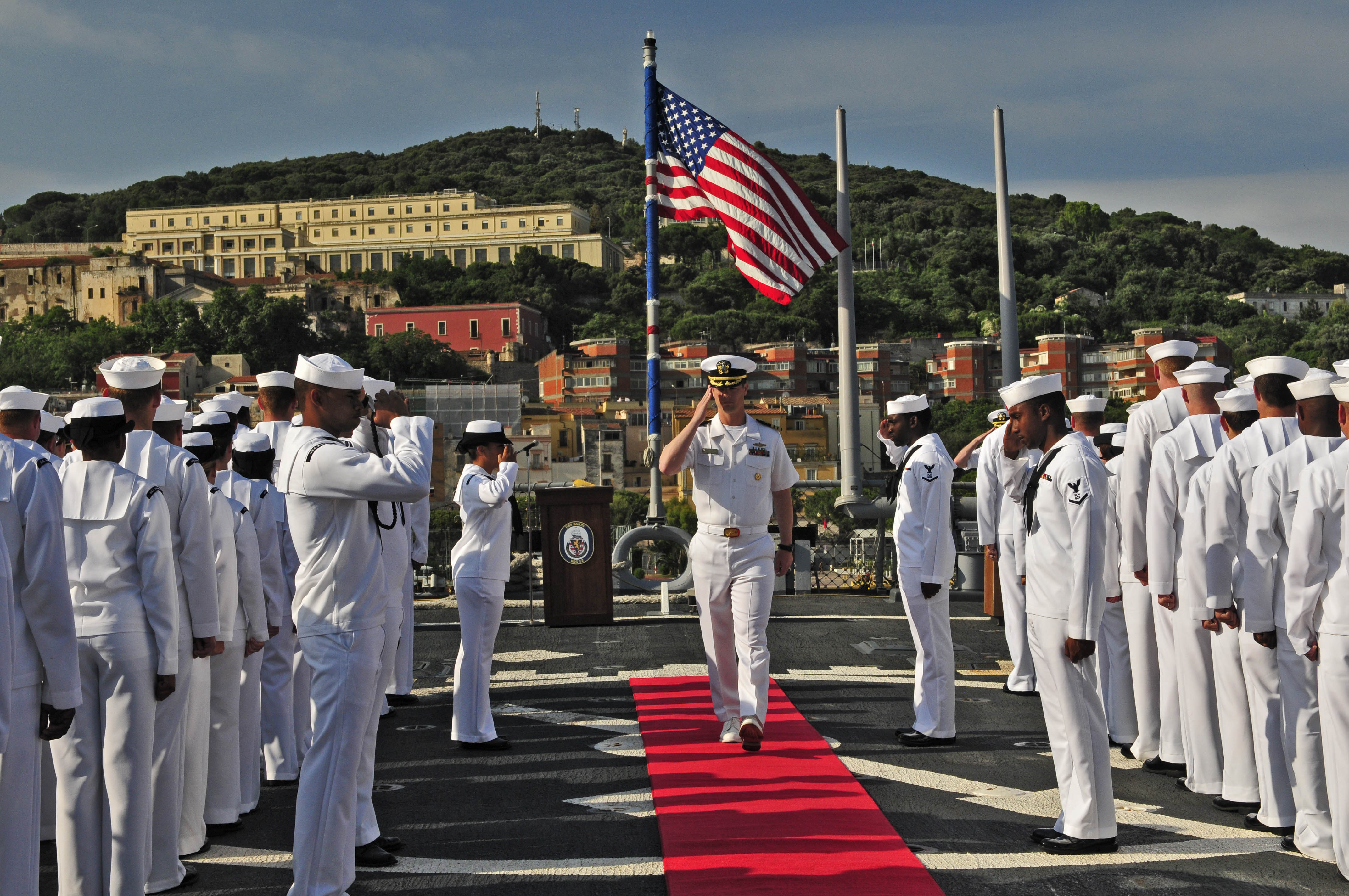
Kevin Byrne sorhajóparancsnok átveszi a Barry parancsnokságát, 2011. június 14.

### Fordítás
Ez a szócikk részben vagy egészben  az   USS Barry (DDG-52) című angol Wikipédia-szócikk ezen változatának fordításán alapul.  Az eredeti cikk szerkesztőit annak laptörténete sorolja fel. Ez a jelzés csupán a megfogalmazás eredetét és a szerzői jogokat jelzi, nem szolgál a cikkben szereplő információk forrásmegjelöléseként.